# Huta Dłutowska
Huta Dłutowska – wieś w Polsce, położona w województwie łódzkim, w powiecie pabianickim, w gminie Dłutów.
| SIMC    | Nazwa      | Rodzaj    |
| ------- | ---------- | --------- |
| 0537770 | Kapkazy    | część wsi |
| 0537786 | Półtalarek | część wsi |

W latach 1975–1998 miejscowość administracyjnie należała do województwa piotrkowskiego.
Urodził się tutaj ks. Janusz Bolonek – arcybiskup i dyplomata watykański.